# Ernest de Babenberg
Ne doit pas être confondu avec Ernest d'Autriche ou Ernest d'Autriche intérieure.
Ernest dit le Brave, né en 1027 et mort le 10 juin 1075 près de Langensalza en Thuringe, est un prince de la maison de Babenberg, fils du margrave Adalbert d'Autriche. Il fut le quatrième margrave d'Autriche de 1055 à sa mort.

## Biographie
Ernest est le fils d'Adalbert de Babenberg, margrave d'Autriche depuis 1018, et de sa première épouse Glismod (morte le 5 février avant 1041), fille d'Immed IV, comte dans la principauté d'Utrecht. Son père, un partisan de la dynastie franconienne, a réussi à élargir les domaines du margraviat d'Autriche le long du Danube jusqu'aux rivières Morava (March) et Leitha à l'est.
Il a succédé en tant que margrave à la mort son père en 1055. Ernest consolida les acquisitions de ses ancêtres  dans de nombreux conflits armés aux frontières de l'Autriche avec le duché de Bohême et le royaume de Hongrie. Sous son règne a commencé la colonisation de la région forestière du Waldviertel.
Au début de la querelle des Investitures, il était un soutien fidèle du roi Henri IV. Il est tué combattant les insurgents saxons à la bataille de Langensalza. Il fut inhumé à l'abbaye de Melk.

## Mariage et descendance
Ernest s'est marié avec Adélaïde (morte en 1071), fille du margrave Dedo II de Lusace issue de la maison de Wettin. Le couple a eu trois enfants :
- Léopold II (1050-1095), margrave d'Autriche de 1075 à sa mort ;
- Justice (morte vers 1122), épouse du comte Otton II de Wolfratshausen ;
- Albert Ier, mort le 27 juillet 1100, comte de Bogen.

Il épousa en secondes noces Suanhilde (morte en 1120), fille du comte Sigehard VII en Chiemgau ; ce mariage est resté sans enfant.